# Cotoneaster chengkangensis
Cotoneaster chengkangensis är en rosväxtart som beskrevs av Tse Tsun Yu. Cotoneaster chengkangensis ingår i släktet oxbär, och familjen rosväxter. Inga underarter finns listade i Catalogue of Life.